# 大特权 (低地国家)

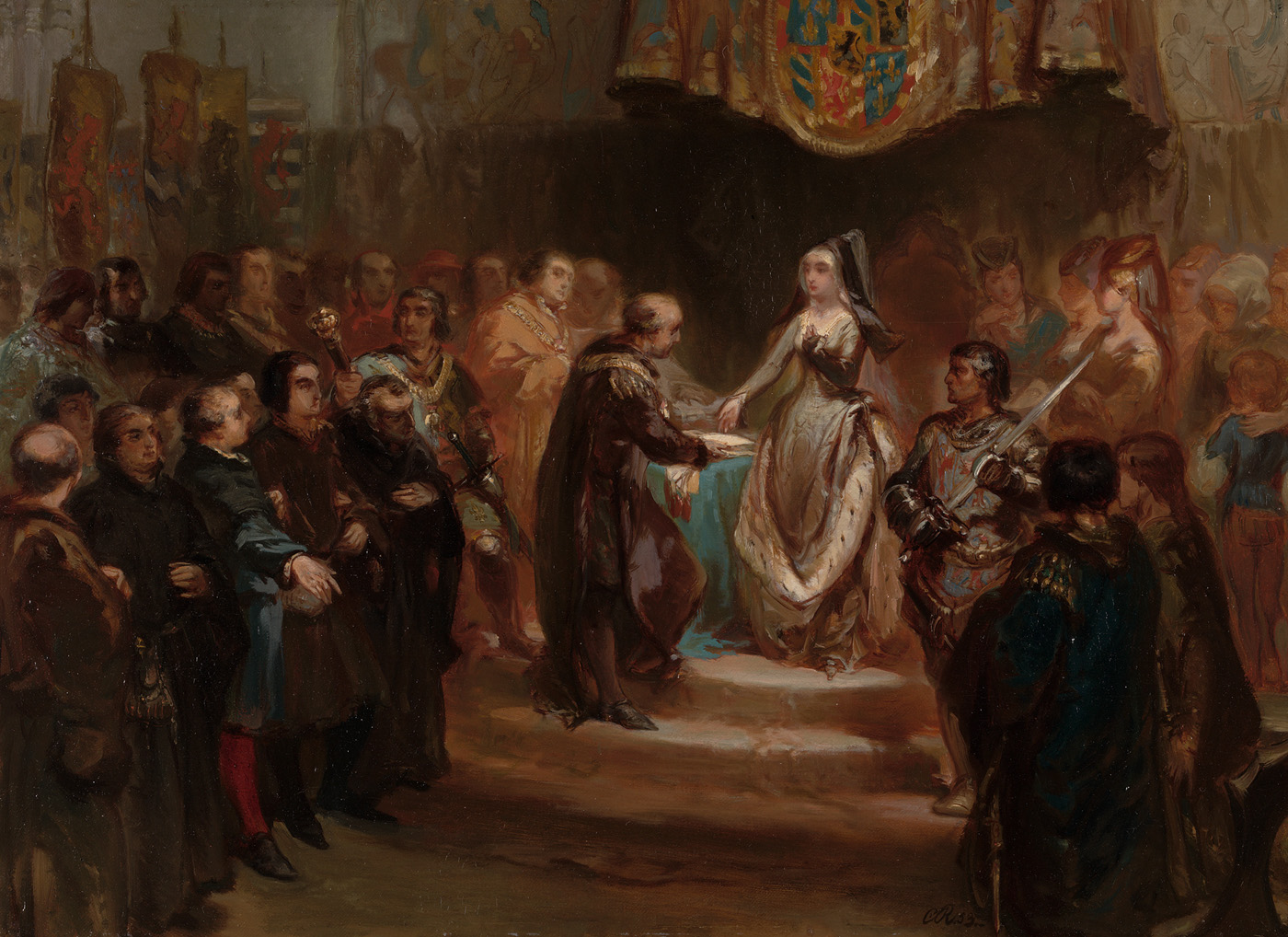
查尔斯·罗森 （ Charles Rochussen）的19世纪画作，描绘了玛丽在授予大特权。

大特权，是勃艮第的玛丽于1477年2月11日签署的文书，重新确认了低地国家议会（States General of the Netherlands）的特权。 根据此协议，低地的佛兰德、布拉班特、海诺特和荷兰等各省、各城镇恢复了所有的地方及社区权利。此前，这些权利曾被勃艮第的前两位公爵大胆查理和菲利普三世废除，因他们试图将低地国家分散的领地，按照法国的模式建立一个中央集权国家。 

## 背景
1477年1月5日，大胆查理（Charles the Bold）在南希战役（位于今法国东北部）中意外去世。他的女儿勃艮第的玛丽（Mary of Burgundy）年仅十九，便成为勃艮第女公爵。当时，玛丽与马克西米利安一世的婚姻尚未举行，因此她独自承担重任，保卫她继承的领土，对抗邻国统治者。

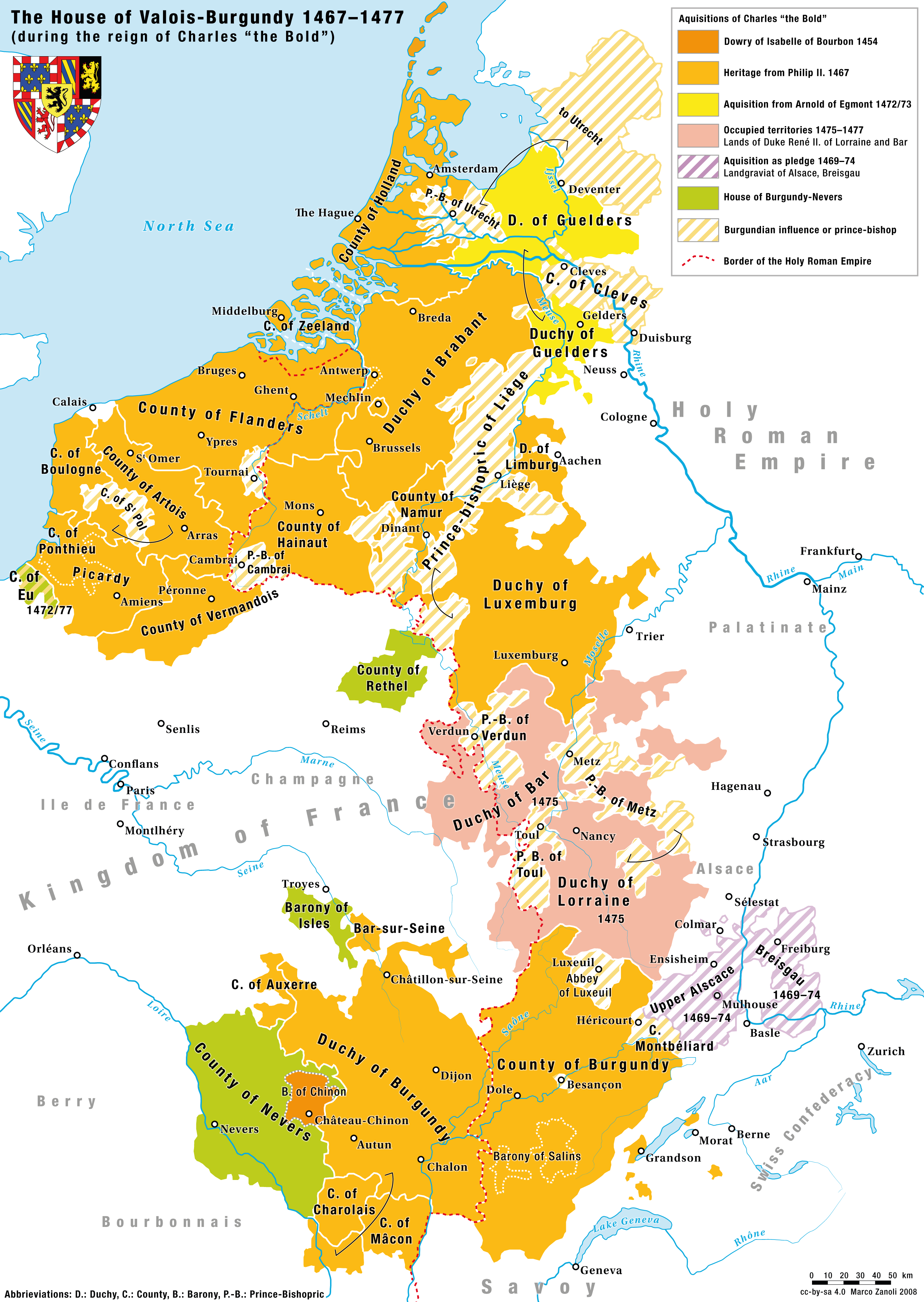
公元1477年勃艮第公國的版圖

玛丽当时形势较差。其父亲大胆查理死后，法国国王路易十一已夺取勃艮第和弗朗什·孔泰，并入侵了阿图瓦和皮卡第。她的臣民亦非常不满，令事态愈发严峻。海尔德公国和列日主教区已经宣布独立。因此，在1477年2月3日，召开了一次紧急的低地国家议会会议。此时，低地国会似准备承认勃艮第的玛丽为其君主，并提供财政资源支持，但也必须从君主得到各种让步。 
玛丽授予的大特权，满足了低地国会的大部分要求，回应了抱怨。归根结底，国会是不满勃艮第属尼德兰的集权管理。大特权消减了中央政府的权力，而增加各省权力。大特权颁布后，玛丽的权威得到了恢复。在她游历低地各省的过程中，每个地区本身依然有许多诉求。玛丽也满足了这些各自的需求，后来被称为土地特权（land privileges）。

## 大特权内容
大特权内容包括：
- 废除梅赫伦大会议。
- 设立24人的会议，帮助玛丽公爵执政。
- 保护各地习惯法。
- 除非国会同意，女公爵不得结婚、对外宣战、在境内抽税，或铸币。
- 所有官员均需由本地人充任。
- 嫌疑人只限在本地被法院传唤，且外地人不得为法官。
- 所有公文一律用荷兰语，而非法语。

## 结束
随着玛丽的地位增强，大特权的许多条款逐渐被忽略。玛丽于1482年去世后，她的丈夫，哈布斯堡家族的马克西米利安一世，作为其子菲利普一世监护人，废除了大特权。佛兰德城市试图起义，以维持其自治 ，但最终失败了。 